# Ambassade du Turkménistan en Russie
L'Ambassade du Turkménistan à Moscou est la représentation diplomatique du Turkménistan sur le territoire russe.